# Сергеев, Игорь Владимирович
И́горь Влади́мирович Серге́ев (узб. Igor Vladimirovich Sergeyev; род. 30 апреля 1993, Ташкент) — узбекистанский футболист, нападающий  клуба «Пахтакор» и сборной Узбекистана.

## Карьера

### Клубная
Воспитанник ташкентского клуба «Пахтакор». Начал выступать за основную команду «Пахтакора» с марта 2011 года. Вскоре стал одним из лидеров команды. По итогам сезона 2015 года, Игорь Сергеев стал лучшим бомбардиром Высшей лиги Узбекистана с 24 голами.
В 2016 году футболистом начали интересоваться несколько зарубежных клубов. Начиная с июля 2016 года находился в течение шести месяцев в аренде в китайском клубе «Бэйцзин Гоань». В составе китайского клуба сыграл 14 матчей и смог забить лишь один гол.
После завершения срока аренды вернулся в «Пахтакор». В декабре 2017 года было объявлено о переходе Сергеева в клуб «Аль-Зафра» из ОАЭ.
Летом 2018 года вернулся в «Пахтакор», подписав полугодичный контракт. В октябре 2019 года продлил контракт ещё на один год. В июне 2023 года 30-летний нападающий перешел в таиландский клуб «Би Джи Патхум Юнайтед». С 2021 года футболист выступал за казахстанский «Тобол».

### В сборной
До вызова в национальную сборную Узбекистана, Сергеев играл в составе юношеской и молодёжной сборной Узбекистана. В составе национальной сборной Узбекистана дебютировал 10 сентября 2013 года в матче против сборной Иордании, а во втором своём матче 15 октября 2013 против Вьетнама — забил первый гол за сборную. В 2015 году принял участие со сборной в Кубке Азии 2015 в Австралии, сыграл три матча и забил один гол в победном матче против сборной Северной Кореи. По состоянию на октябрь 2017 года сыграл за сборную в 42 матчах и забил 11 голов.

## Достижения

### Командные
- Чемпион Узбекистана (4): 2012, 2014, 2015, 2019
- Чемпион Казахстана: 2021
- Бронзовый призёр Чемпионата Узбекистана: 2011
- Обладатель Кубка Узбекистана (2): 2011, 2019

### Личные
- Лучший бомбардир Высшей лиги Узбекистана: 2015
- Лучший бомбардир молодёжного Кубка Азии: 2012
- Узбекистон ифтихори (6 июня 2025 года) — за большой вклад в развитие и широкую популяризацию спорта в нашей стране, утверждение здорового образа жизни в обществе, проявленные истинное мужество и стойкость, образец высокого профессионализма и целеустремленности в отборочных турнирах среди сильнейших команд Азии по футболу и впервые в истории нашей Родины завоевание путёвки на чемпионат мира, ставшее большой победой, активное участие в деле приумножения славы Нового Узбекистана в мировом масштабе, воспитания молодого поколения в духе любви к Родине, национальной гордости и патриотизма[5]